# Peugeot 807
Peugeot 807 – samochód osobowy typu minivan klasy średniej produkowany przez francuską markę Peugeot we współpracy z Citroënem, Fiatem i Lancią w latach 2002–2014.

## Historia i opis modelu

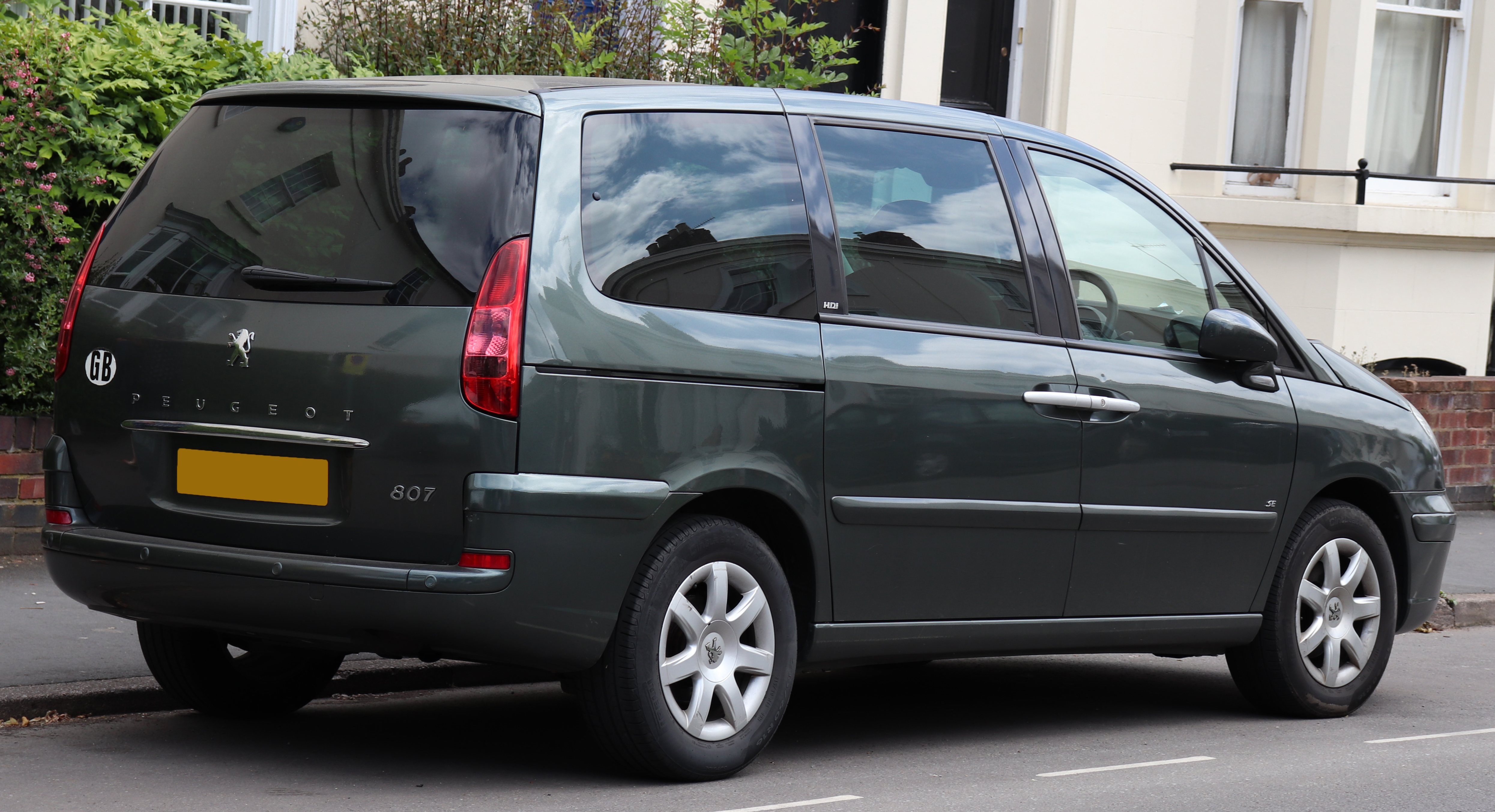
Peugeot 807 - tył

Peugeot 807 jest bezpośrednim następcą modelu 806 – również produkowanego w kooperacji z Fiatem. W tym samym zakładzie jest produkowany konstrukcyjnie powiązany z 807 użytkowy model Peugeot Expert II.